# Internat des hôpitaux de Paris
L'internat des hôpitaux de Paris est un ancien système d'apprentissage professionnel qui a permis d'assurer la formation des médecins spécialistes à Paris, de 1802 à 2004. Son recrutement se faisait sur concours. Depuis 2004, le concours de l'internat a été transformé en examen classant national. Voir également l'article Études de médecine en France.

## Historique
L'internat des hôpitaux de Paris fut créé le 10 février 1802 (4 ventôse an X). Le premier concours eut lieu le 13 septembre 1802 (26 fructidor an X) avec soixante quatre candidats, dont vingt quatre furent nommés. Les études avaient alors une durée de quatre ans et étaient indépendantes de la faculté.

## Internes notables
Voir la catégorie répertoriant les internes des hôpitaux de Paris.